# Горст Штумпф
Горст Штумпф (нім. Horst Stumpff; нар. 20 листопада 1887, Гіссен, Велике герцогство Гессен — пом. 25 листопада 1958, Гамбург) — німецький воєначальник часів Третього Рейху, генерал танкових військ (1944) Вермахту. Кавалер Лицарського хреста Залізного хреста (1941).

## Біографія
Військова кар'єра
- 30 травня 1907 — фанен-юнкер
- 18 серпня 1908 — лейтенант
- ? — обер-лейтенант
- 18 квітня 1918 — гауптман
- 1 квітня 1929 — майор
- 1 вересня 1933 — оберст-лейтенант
- 1 липня 1935 — оберст
- 1 березня 1939 — генерал-майор
- 1 лютого 1941 — генерал-лейтенант
- 9 листопада 1944 — генерал танкових військ

Горст Штумпф народився 20 листопада 1887 у містечку Гіссен, Велике герцогство Гессен. у 1907 році поступив на військову службу до Імперської армії Німеччини. 18 серпня 1908 отримав військове звання лейтенант у 7-му Померанському піхотному полку «фон дер Гольтц». Брав участь у Першій світовій війні, яку пройшов від початку до кінця. Участь у бойових діях завершив у званні гауптмана, кавалер обох ступенів Залізного хреста, мав поранення.
По завершенні війни продовжив службу в лавах армії Веймарської республіки — Рейхсвері. У вересні 1933 присвоєне звання оберст-лейтенанта, 1 липня 1935 — оберста.
1 січня 1938 призначений командиром 3-ї танкової бригади Вермахту, а вже 1 березня 1939 підвищений у званні до генерал-майора. Горст Штумпф на чолі своєї частини брав участь у бойових діях в Польській та Французькій кампаніях. 7 жовтня 1939 став командиром 3-ї танкової дивізії, а з листопада 1940 — 20-ї танкової дивізії.
1 лютого 1941 присвоєне військове звання генерал-лейтенант. З початком вторгнення німецьких військ до Радянського Союзу бився на північній ділянці німецько-радянського фронту. 20-та танкова дивізія генерал-лейтенанта Г.Штумпфа змагалася з радянськими танкістами в Білорусі та Литві, зокрема відзначилася в бою під Алітусом. Далі бої за Мінськ, Смоленська битва.
29 вересня 1941 нагороджений Лицарським хрестом Залізного хреста. Однак, незабаром був виведений до резерву фюрера, де перебував вісім місяців. У квітні 1942 отримав посаду військового інспектора в Кенігсберзькій резервній зоні Вермахту. З липня 1944 генеральний інспектор танкових військ у Резервній армії сухопутних військ Третього Рейху. 9 листопада 1944 удостоєний військового звання генерал танкових військ.
Після капітуляції Німеччини мешкав на території Західної Німеччини, помер у Гамбурзі 25 листопада 1958 у віці 71 року.

## Нагороди
- Залізний хрест 2-го і 1-го класу
- Орден «За заслуги» (Баварія) 4-го класу з мечами
- Орден Альберта (Саксонія), лицарський хрест 1-го класу з мечами
- Ганзейський Хрест (Бремен)
- Хрест «За військові заслуги» (Австро-Угорщина) 3-го класу з військовою відзнакою
- Нагрудний знак «За поранення» в чорному
- Почесний хрест ветерана війни з мечами
- Медаль «За вислугу років у Вермахті» 4-го, 3-го, 2-го і 1-го класу (25 років)
- Застібка до Залізного хреста
  - 2-го класу (11 вересня 1939)
  - 1-го класу (29 вересня 1939)
- Нагрудний знак «За поранення» в чорному (29 червня 1941)
- Лицарський хрест Залізного хреста (29 вересня 1941)